# Dapčevački Brđani
Dapčevački Brđani su naselje u Republici Hrvatskoj, u sastavu Grada Grubišnog Polja, Bjelovarsko-bilogorska županija. 

## Stanovništvo
Prema popisu stanovništva iz 2001. godine, naselje je imalo 107 stanovnika te 32 obiteljska kućanstva.
Prema popisu stanovništva iz 2011. godine, naselje je imalo 50 stanovnika.
| broj stanovnika |       |       |       |       |       |       |       |       | 152   | 172   | 160   | 127   | 127   | 110   | 107   | 50    | 41    |
|                 | 1857. | 1869. | 1880. | 1890. | 1900. | 1910. | 1921. | 1931. | 1948. | 1953. | 1961. | 1971. | 1981. | 1991. | 2001. | 2011. | 2021. |

## Sport
U naselju je postojao nogometni klub Bilogora